# Radoska
Radoska (szlovákul Radôstka) község Szlovákiában, a Zsolnai kerületben, a Csacai járásban.

## Fekvése
Zsolnától 37 km-re (légvonalban 18 km-re) északkeletre fekszik.

## Története
A települést a 17. század első felében alapították egy Óbeszterce határában fekvő irtványföldön. 1662-ben „Radwosztka” alakban említik először, a sztrecsnói uradalomhoz tartozott. 1720-ban 11 adózó háztartása volt. 1784-ben 68 házában 443 lakos élt.
A 18. század végén Vályi András így ír róla: „RADVOSZTKA. Tót falu Trentsén Vármegyében, a’ Sztrecsényi Uradalomhoz tartozik, lakosai katolikusok leginkább, fekszik Ó Beszterczéhez nem meszsze, mellynek filiája, határjának soványsága miatt, ámbár egyéb javai meglehetősek, harmadik osztálybéli.”
1828-ban 85 háza és 645 lakosa volt. Lakói főként állattartással foglalkoztak. 1831-ben kolerajárvány pusztított. A 19. században két malma és fűrészmalma is volt.
Fényes Elek 1851-ben kiadott geográfiai szótárában így ír a faluról: „Radovszka, a hegyek közt elszórtt tót falu, Trencsén vmegyében, 675 kath., 7 zsidó lak. Határa csupa hegy és sovány; erdeje bőven. F. u. b. Sina. Ut. p. Zsolna.”
Egyházi iskoláját 1890-ben nyitották meg. A trianoni diktátumig Trencsén vármegye Kiszucaújhelyi járásához tartozott.
A háború után lakói a mezőgazdaság mellett fuvarozással, háziiparral, idénymunkákkal foglalkoztak. Az iskola épülete 1932-ben leégett. A község 1950-ben önállósult Óbesztercétől. Az autóbusz közlekedés 1957-ben indult meg. 1959-ben bevezették az elektromosságot a községbe.

## Népessége
| Év:            | 1994. | 2004.   | 2014.   | 2024.   |
| -------------- | ----- | ------- | ------- | ------- |
| Emberek száma: | 852   | 886     | 829     | 770     |
| Eltérés:       |       | +3,99 % | -6,43 % | -7,11 % |

| Év:            | 2023. | 2024.   |
| -------------- | ----- | ------- |
| Emberek száma: | 779   | 770     |
| Eltérés:       |       | -1,15 % |

1910-ben 741, túlnyomórészt szlovák anyanyelvű lakosa volt.[forrás?]
1991-ben 231 háza és 828 lakosa volt.
2001-ben 888 lakosából 874 szlovák volt.
2011-ben 840 lakosából 821 szlovák volt.

## Nevezetességei
- Modern római katolikus temploma 1998-ban épült.

## Külső hivatkozások
- Községinfó
- Radoska Szlovákia térképén
- A község a kiszucai régió honlapján
- E-obce.sk Archiválva 2008. február 7-i dátummal a Wayback Machine-ben